# Кхалинг (заповедник)
Кхалинг (англ. Khaling Wildlife Sanctuary) — природный заказник в Бутане, имеет площадь 334,73 км², расположен в дзонгхаге Самдруп-Джонгхар. Территория связана «биологическими коридорами» с Королевским национальным парком Манас.
Биомы парка варьируются от низменных тропических лесов до постоянных ледяных полей. В парке обитают слоны, гауры, реже также встречаются карликовые свиньи и щетинистые зайцы. В парке живут сотни видов птиц, в том числе четыре вида птицы-носорога — непальский калао, волнистый калао, двурогий калао и токи.